# Aleksandra Uzelac
Aleksandra Uzelac (en serbe : Александра Узелац) est une joueuse de volley-ball serbe née le 27 juillet 2004. Elle joue au poste de réceptionneur-attaquant.
Aleksandra Uzelac, qui jouait pour Fluminense au Brésil, a été cambriolée à deux reprises à Rio de Janeiro en l’espace de dix jours en février 2024.

## Palmarès

### Clubs
Coupe de Serbie:
- 2021[3]

Championnat de Serbie:
- 2022

### Équipe nationale
Championnat d'Europe des moins de 18 ans:
- 2020

Championnat d'Europe des moins de 20 ans:
- 2020

Championnat du Monde des moins de 20 ans:
- 2021